# Reddell
Reddell – jednostka osadnicza w Stanach Zjednoczonych, w stanie Luizjana, w parafii Evangeline.